# Scarborough Castle
Scarborough Castle er en tidlige kongelig middelalderborg, der ligger på et klippefremspring med udsigt til Nordsøen og Scarborough, North Yorkshire, England. Stedet omfatter en jernalderbosættelse, en romersk signalstation, en angel-skandinavisk bosættelse og kapel, en fæstning fr 1100-tallet og et batteri fra 1700-tallet, og det er et scheduled monument af national vigtighed.
Der blev opført en fæstning i træ i 1130'erne, mens den nuværende stenfæstnign er fra 1150'erne. I løbet af århundrederne blev der lavet flere tilføjelser og udbygninger, og de middelalderlige monarker investerede meget i det, der på dette tidspunkt var en vigtig borg, der beskyttede Yorkshires kyst, Scarboroughs handelshavn og det nordlige England far skotterne eller invasioner fra kontinentet. Den blev befæstet og brugt i forskellige borgerkrig, belejringer og konflikter hvor konger kæmpede med baroner, oprør og rundhovederne. Først sidste halvdel af 1600-tallet, hvor den engelske borgerkrig var slut og der var sluttet fred med Skotland svandt borgens vigtighed.
Borgen har været en ruin siden belejringer under den engelske borgerkrig. Den drives i dag som turistattraktion af English Heritage.